# Да здравствует Италия!
«Да здравствует Италия!» (итал. Viva l’Italia!) — кинофильм режиссёра Роберто Росселлини, вышедший на экраны в 1961 году. Лента приурочена к 100-летию объединения Италии.

## Сюжет
Действие начинается весной 1860 года, когда в Палермо вспыхивает народное восстание. Понимая, что нельзя упускать такой случай для начала действий по объединению Италии, Джузеппе Гарибальди, несмотря на отсутствие официальной поддержки сардинского государства, вместе с тысячным отрядом добровольцев высаживается на Сицилии и начинает продвижение в сторону Палермо. Вскоре у городка Калатафими революционеры сталкиваются с вышедшим им навстречу сильным отрядом неаполитанцев. В завязавшемся сражении должна решиться судьба похода Гарибальди...

## В ролях
- Ренцо Риччи – Джузеппе Гарибальди
- Паоло Стоппа – Нино Биксио
- Франко Интерленги – Джузеппе Банди
- Джованна Ралли – Роза
- Раймондо Кроче – король Франциск II
- Тина Луиз – французский журналист
- Леоне Ботта – Менотти Гарибальди
- Джованни Петруччи – Фабрицио Плутино
- Аттилио Доттезио – Франческо Криспи
- Филипп Артюи – Александр Дюма
- Джино Будзанка – отец Розы